# Hostýnské vrchy
Hostýnské vrchy este o arie protejată (arie de protecție specială avifaunistică — SPA) din Republica Cehă întinsă pe o suprafață de 5.176,95 ha, integral pe uscat.

## Localizare
Centrul sitului Hostýnské vrchy este situat la coordonatele 49°22′32″N 17°45′42″E / 49.375556°N 17.761667°E.

## Înființare
Situl Hostýnské vrchy a fost declarat arie de protecție specială avifaunistică în ianuarie 2005 pentru a proteja 2 specii de animale.

## Biodiversitate
Situată în ecoregiunea continentală, aria protejată nu include niciun habitat protejat.
La baza desemnării sitului se află mai multe specii protejate de  păsări (2): ciocănitoare cu spate alb (Dendrocopos leucotos), muscar (Ficedula parva).